# Acerodon humilis
La volpe volante di Talaud (Acerodon humilis K.Andersen, 1909) è un pipistrello appartenente alla famiglia degli Pteropodidi, endemico delle Isole Talaud, Indonesia.

## Descrizione

### Dimensioni
Pipistrello di medie dimensioni, con lunghezza dell'avambraccio tra 116 e 140 mm e un peso fino a 307 g.

### Aspetto
Il colore del dorso è marrone chiaro, la testa è brizzolata, mentre le parti ventrali sono più scure. È presente un collare color fulvo. Il mento, la gola e le labbra sono grigio scure. Il muso è lungo ed affusolato, gli occhi sono grandi con l'iride bruno-olivastra. Le orecchie sono più corte del muso, con l'estremità arrotondata e marroni scure. Le membrane alari sono marroni scure. È privo di coda, mentre l'uropatagio è ridotto ad una sottile membrana lungo la parte interna degli arti inferiori.

## Biologia

### Alimentazione
Si nutre di frutta.

## Distribuzione e habitat
Questa specie è diffusa su Karakelong e Salebabu, nelle Isole Talaud, a nord di Sulawesi.
Vive nelle foreste e nelle zone agricole.

## Conservazione
La IUCN Red List, considerato l'areale ridotto e frammentato e il degrado del proprio habitat, classifica A. humilis come specie in pericolo di estinzione (Endangered).

La CITES ha inserito questa specie nell'appendice II.